# تلمبه شهید مطهری
تلمبه شهید مطهری، یک آبادی از توابع بخش مرکزی، شهرستان شهربابک در استان کرمان ایران است.

## جمعیت
این آبادی در دهستان خورسند قرار دارد و براساس سرشماری مرکز آمار ایران در سال ۱۳۹۵، جمعیت آن ۹۶ نفر (۳۷ خانوار) بوده‌است.